# Leefbaar Noord
Leefbaar Noord is een Nederlandse lokale politieke partij die sinds 1998 vertegenwoordigd is in de stadsdeelraad van Amsterdam-Noord.
De partij ontstond in 1998 uit de Belangen Partij Noord, die bij de deelraadsverkiezingen in 1998 vier zetels had gehaald. Nadat deze partij uiteen was gevallen in twee kampen, gingen de raadsleden Bob Tromp en Herman Rammers en het partijbestuur verder onder de nieuwe partijnaam Leefbaar Amsterdam-Noord. Deze naam werd gewijzigd in Leefbaar Noord nadat Leefbaar Amsterdam dreigde met juridische acties omdat de partijnamen te veel op elkaar zouden lijken. Bij de deelraadsverkiezingen in 2002 haalde Leefbaar Noord vijf zetels, waarmee het in grootte de tweede partij in het stadsdeel werd. In dat jaar werden in heel Nederland de 'Leefbaren' plotseling erg groot.
Deelname aan de coalitie in Amsterdam-Noord zat er aanvankelijk niet in, mede door een aversie die er bij de PvdA, de grootste partij in Noord, bestond tegen Leefbaar. In februari 2003 kwam Leefbaar Noord alsnog in het bestuur, nadat er een scheuring was ontstaan tussen de PvdA enerzijds en VVD anderzijds. Joke Peppels van Leefbaar Noord werd stadsdeelvoorzitter en leider van een coalitie van Leefbaar Noord, VVD, CDA en GroenLinks. Zij deed een poging het bestuur in Noord 'dichter bij de bevolking' te brengen, maar moest in december 2004 op haar beurt aftreden toen GroenLinks en het CDA de steun in de coalitie opzegden. Leefbaar Noord keerde vervolgens terug in de oppositie en de PvdA kwam terug in het stadsdeelbestuur.
Bij de deelraadsverkiezingen in 2006 leverde Leefbaar Noord drie zetels in. Volgens de lokale PvdA-afdeling werd de partij gestraft voor twee jaar wanbeleid onder voorzitterschap van Joke Peppels. Begin 2010 legde Leefbaar forse declaraties voor catering- en taxikosten van het stadsdeelbestuur bloot. Ondanks aandringen van de partij weigerde stadsdeelvoorzitter Post de declaratieposten nader te specificeren. Leefbaar Noord had in 2008 al eens een punt gemaakt van hoge herinrichtingskosten van werkkamers op het stadsdeelkantoor.
Bij de deelraadsverkiezingen in 2010 is Herman Rammers lijsttrekker van Leefbaar Noord.

## Standpunten
Leefbaar Noord is tegen uitbreiding van betaald parkeren in Noord. Ze bepleit een sociaal beleid op het gebied van huisvesting en werkgelegenheid. In de bestuursperiode 2006-2010 nam Leefbaar Noord het initiatief om huisuitzettingen middels vroegtijdig ingrijpen te voorkomen, beleid dat door zowel het stadsdeel als de gemeente werd overgenomen.